# Calymperaceae
Calymperaceae, porodica pravih mahovina koja raste poglavito po deblima stabala i stijenama, te mnogo rjeđe po tlu.Po jednoj klasifikaciji pripada redu Pottiales, a po drugoj u Dicranales.

## Rodovi
1. Arthrocormus Dozy & Molk.
2. Calymperes Sw. ex F. Weber
3. Calymperidium Dozy & Molk.
4. !Calymperites Ignatov & Perkovsky
5. Calymperopsis (Müll. Hal.) M. Fleisch.
6. Carinafolium R.S. Williams
7. Exodictyon Cardot
8. Exostratum L.T. Ellis
9. Leucophanella (Besch.) M. Fleisch. ex Cardot
10. Leucophanes Brid.
11. Mitthyridium H. Rob.
12. Octoblepharum Hedw.
13. !Orthotheca Brid.
14. Palaeosyrrhopodon Ignatov & Shcherb.
15. Syrrhopodon Schwägr.
16. Trachymitrium Brid.